# 篠原和市

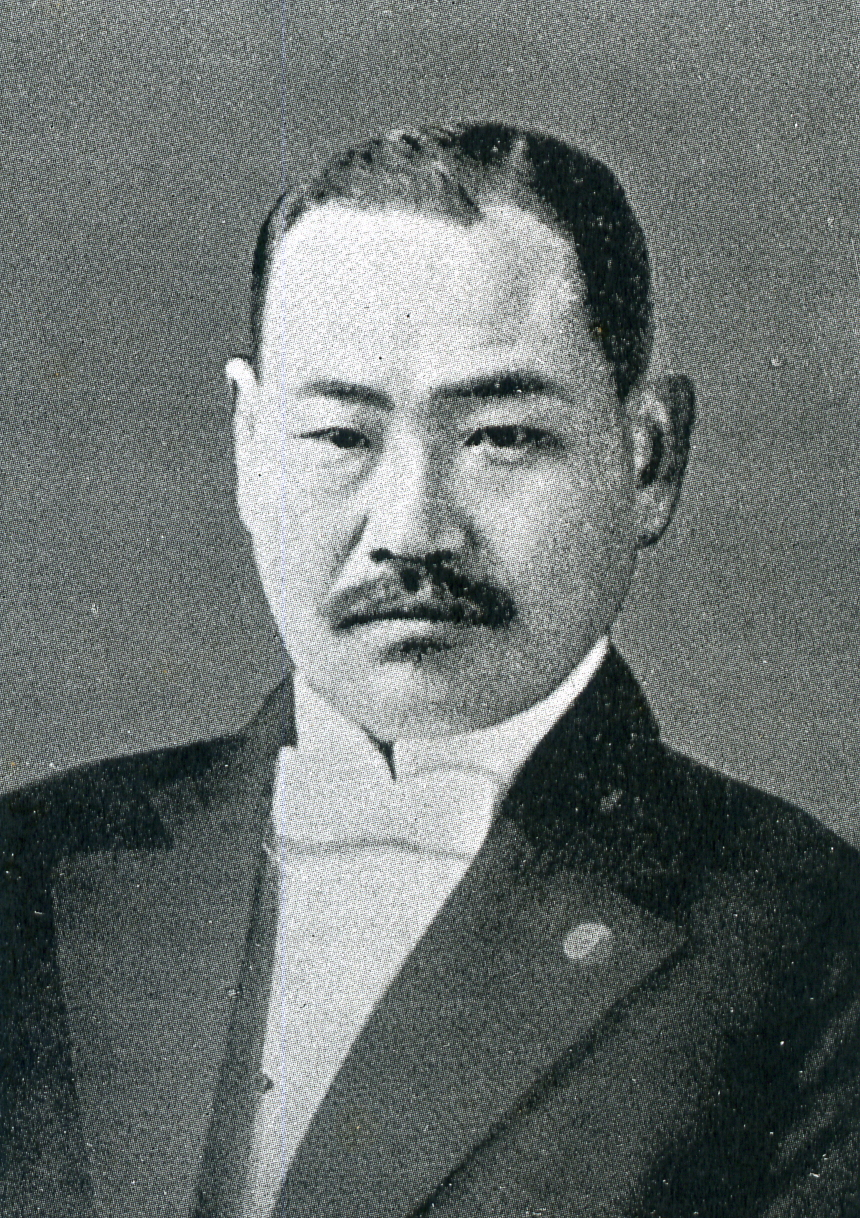
篠原和市

篠原 和市（しのはら わいち、1881年（明治14年）3月29日 - 1930年（昭和5年）8月14日）は、日本の衆議院議員（立憲政友会）、ジャーナリスト。

## 経歴
長野県南佐久郡岸野村（現在の佐久市）出身。篠原代吉の三男。小諸義塾を卒業し、日本大学法科で学んだ。大阪毎日新聞・東京日日新聞各記者となった。
清浦内閣で鈴木喜三郎司法大臣の秘書官を務めた後、1925年（大正14年）の衆議院補欠選挙に当選。その後の第17回・第18回総選挙でも再選された。その間、田中義一内閣で鈴木喜三郎内務大臣の秘書官に就任した。
他に日本大学評議員、国本社評議員を務めた。また日本大学推薦校友であった。